# John Rhodes (Segler)
John Edward Rhodes (* 13. Februar 1870 in Wokingham; † 6. Februar 1947 in Ryde, Isle of Wight) war ein britischer Segler.

## Erfolge
John Rhodes nahm in der 8-Meter-Klasse an den Olympischen Spielen 1908 in London teil. Er war Crewmitglied der Cobweb unter Skipper Blair Cochrane, die mit vier weiteren Booten um die Medaillen segelte. Das Gesamtresultat orientierte sich am besten Ergebnis der einzelnen Wettfahrten. Dabei belegte die Cobweb in drei Wettfahrten zweimal den ersten Platz, womit sie die Regatta auf dem ersten Rang vor dem einmal siegreichen schwedischen Boot Vinga von Skipper Carl Hellström und dem zweimal zweitplatzierten britischen Boot Sorais von Skipper George Ratsey beendete. Neben Rhodes und Skipper Cochrane wurden die Crewmitglieder Charles Campbell, Henry Sutton und Arthur Wood somit Olympiasieger. Er war Commodore des Bembridge Sailing Club, außerdem war er Mitglied im Royal Victoria Yacht Club, im Solent Yacht Club, im Lymington Yacht Club und im Island Sailing Club.
Rhodes besuchte das Winchester College und diente im Anschluss zunächst im Royal Berkshire Regiment, ehe er zwei Jahre darauf in das King’s Royal Rifle Corps versetzt wurde. 1887 wurde er zum Second Lieutenant befördert, zwei Jahre später zum Lieutenant. Rhodes kämpfte im Burenkrieg, danach beaufsichtigte er Kriegsgefangene in Indien und Ceylon. 1901 erfolgte die Beförderung zum Captain. Nach seiner Rückkehr nach England schied er aus dem Militärdienst aus, blieb aber Reservist. Im Juli 1913 wurde Rhodes zum Lieutenant Colonel befördert. Während des Ersten Weltkriegs kommandierte er die Princess Beatrice’s Isle of Wight Rifles bei der Schlacht von Gallipoli. Aufgrund seines schlechten Gesundheitszustandes kehrte er als Invalide zurück. 1987 heiratete er Beatrice Sutton, eine von Henry Suttons Schwestern. Auch Blair Cochrane war mit einer Schwester Suttons verheiratet.